# Ukrainische Botschaft in Rom

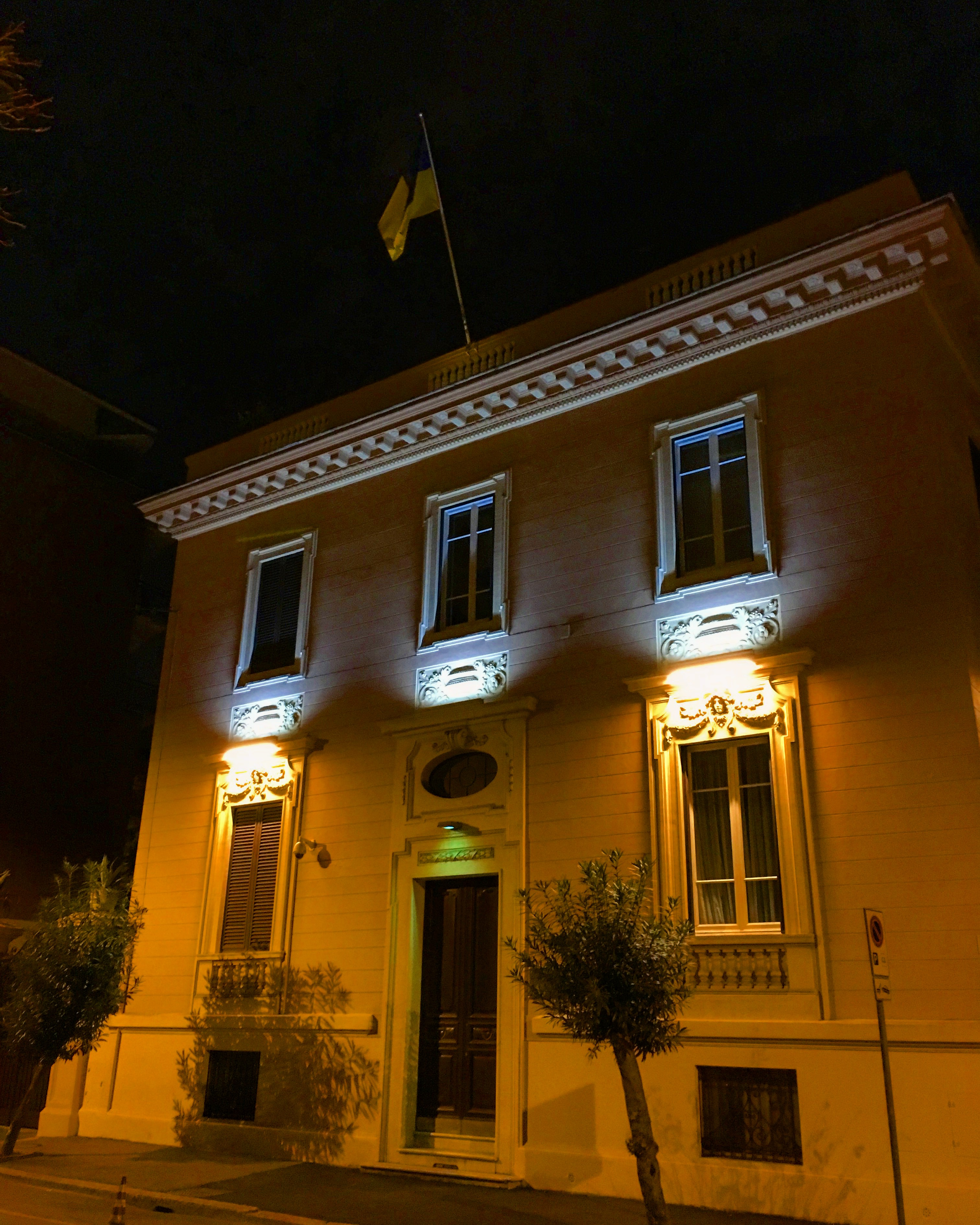
Ukrainische Botschaft in Rom (2016)

Die Ukrainische Botschaft in Rom ist die diplomatische Vertretung der Ukraine in Italien. Das Botschaftsgebäude befindet sich in der Via Guido d’Arezzo 9 in Rom. Ukrainischer Botschafter in Italien ist seit 2020 Jaroslaw Melnyk.

## Geschichte
Mit dem Zerfall des Zarenreichs entstand 1918 erstmals ein ukrainischer Nationalstaat. Das Königreich Italien erkannte den Ukrainischen Staat an. Dmytro Antonowytsch war von 1919 bis 1920 der einzige Missionschef in Italien. Im Russischen Bürgerkrieg eroberte die Rote Armee den größten Teil der Ukraine und diese wurde als Ukrainische Sozialistische Sowjetrepublik in die Sowjetunion eingegliedert.
Nach dem Zerfall der Sowjetunion erklärte sich die Ukraine im August 1991 für unabhängig. Die Botschaft in Rom wurde 1993 eröffnet. Der erste Botschafter war Anatolij Orel, er war 2004–2005 ein weiteres Mal diplomatischer Vertreter. Der Botschafter in Italien ist auch als nichtresidierender Botschafter in Malta und San Marino akkreditiert.
Die ukrainische Botschaft beim Heiligen Stuhl in Rom wurde als eigene diplomatische Vertretung im Jahr 2000 eröffnet.

## Konsulareinrichtungen der Ukraine in Italien

Konsularbezirke der Ukraine in Italien

- Konsularabteilung der Botschaft der Ukraine in Rom
  - Sardinien gehört zum Konsularbezirk Rom
- Generalkonsulat in Mailand
- Generalkonsulat in Neapel
- Konsulate in Bari, Cagliari, Catania, Florenz, Padua, Treviso und Turin

## Botschaftsgebäude in Italien
Sitz der Botschaft ist ein Palazzo in der Via Guido d’Arezzo 9 im Norden des Stadtzentrums der italienischen Hauptstadt. Die Konsularabteilung hat ihren Sitz in der Via Monte Pamaggiore 13.

## Botschafter der Ukraine in Italien
- Dmytro Antonowytsch (Missionschef, 1919–1920)

- Anatolij Orel (1992–1997)
- Wolodymyr Jewtuch (1997–1999)
- Borys Hudyma (1999–2004)
- Anatolij Orel (2004–2005)
- Heorhij Tschernjawskyj (2005–2012)
- Jewhen Perelyhin (2012–2020)
- Jaroslaw Melnyk (2020–)